# Dimorphotricha
Dimorphotricha è un genere di funghi nella famiglia degli Hyaloscyphaceae. È un genere monotipico, contenendo solo la specie Dimorphotricha australis.